# Loma Linda, Chihuahua
Loma Linda är en ort i Mexiko.   Den ligger i kommunen Rosales och delstaten Chihuahua, i den nordvästra delen av landet, 1 200 km nordväst om huvudstaden Mexico City. Loma Linda ligger 1 182 meter över havet och antalet invånare är 379.
Terrängen runt Loma Linda är platt österut, men västerut är den kuperad. Terrängen runt Loma Linda sluttar österut. Runt Loma Linda är det tätbefolkat, med 459 invånare per kvadratkilometer. Närmaste större samhälle är Ciudad Delicias, 9,3 km sydost om Loma Linda. Trakten runt Loma Linda består till största delen av jordbruksmark.